# عكرمة (ليبيا)
 عكرمة
قرية صغيرة تقع غرب طبرق بنحو 25 كيلومتر وهي تابعة إداريا لبلدية طبرق.
اكتسبت هذه المنطقة اهميتها من الاتفاقية التاريخية المعروفة باتفاقية عكرمة 1917 بين السنوسيين وإيطاليا وبريطانيا.
يوجد بهذه المنطقة مقبرة لجنود دول الكومنولث من حقبة الحرب العالمية الثانية.

## وصلات خارجية
- https://it.knowledgr.com/04059581/CampagnaDiSenussi